# Sally Barsosio
Sally Barsosio (* 21. März 1978 in Keiyo, Kenia) ist eine kenianische Langstreckenläuferin. Bei einer Körpergröße von 1,65 m beträgt ihr Wettkampfgewicht 46 kg. 

## Karriere
Die Dritte der Juniorenweltmeisterschaften von 1992 im 10.000-Meter-Lauf trat mit 15 Jahren und 153 Tagen bei den Weltmeisterschaften 1993 in Stuttgart erstmals bei einer internationalen Meisterschaft in der Erwachsenenklasse an. Hinter den beiden Chinesinnen Wang Junxia und Zhong Huandi gewann sie in 31:15:38 Minuten die Bronzemedaille und wurde zur jüngsten Medaillengewinnerin in der Geschichte von Weltmeisterschaften in der Leichtathletik. Wegen ihrer mangelnden Erfahrung lief Sally Barsosio mehrfach so unorthodox, dass andere Läuferinnen abrupt abstoppen mussten. Die Südafrikanerin Elana Meyer, Olympiazweite von 1992, gab deshalb entnervt auf. Sally Barsosio wurde nach einiger Diskussion von den Kampfrichtern verwarnt, aber nicht disqualifiziert. In dieser Verwirrung versäumte man es, eine Dopingprobe von ihr abzunehmen, und deswegen wurde ihre Zeit nicht als Juniorenweltrekord anerkannt.
Bei den Leichtathletik-Weltmeisterschaften 1995 in Göteborg wurde Barsosio Elfte im 5000-Meter-Lauf. Im Jahr darauf folgte Platz 10 im 10.000-Meter-Lauf bei den Olympischen Spielen 1996 in Atlanta.
Bis 1997 hatte noch nie eine Kenianerin einen Weltmeistertitel auf der Bahn gewonnen. Bei den Weltmeisterschaften 1997 in Athen war es Sally Barsosio, die mit einem furiosen Endspurt auf den letzten 1000 Metern in 31:32,92 Minuten den ersten Frauentitel für Kenia gewann. Zweite wurde die Portugiesin Fernanda Ribeiro in 31:39,15 Minuten. Da Sally Barsosio immer noch Juniorin war, wurde ihre Siegerzeit als Juniorenweltrekord anerkannt.
Bei den Afrikameisterschaften 1998 wurde Sally Barsosio Zweite im 5000-Meter-Lauf. Bei den Olympischen Spielen 2000 in Sydney und den Spielen 2004 in Athen belegte Sally Barsosio im 10.000-Meter-Lauf jeweils Platz 17.
Bei den Weltmeisterschaften im Crosslauf gewann Sally Barsosio 1995 Bronze. Mit der kenianischen Mannschaft gewann sie 1995, 1996 und 1998 Gold und in den Jahren 1997 und 2004 Silber. 
1998 gewann Sally Barsosio mit der kenianischen Mannschaft Silber in der Marathonstaffel-Weltmeisterschaft hinter Äthiopien. In der Marathonstaffel laufen sechs Läuferinnen oder Läufer eine Staffel über die Marathondistanz von 42,195 Kilometer, wobei die einzelnen Streckenabschnitte 5 km, 10 km, 5 km, 10 km, 5 km und 7,195 km betragen. 
Am 18. Februar 2002 wurde sie Mutter eines Jungen namens Ricky. Sowohl ihr Onkel Paul Koech wie auch ihre ältere Schwester Florence Barsosio sind ebenfalls als Langstreckenläufer erfolgreich.

## Bestleistungen
- 1500 Meter: 4:13,11 Minuten (2000)
- 3000 Meter: 8:35,89 Minuten (1997)
- 5000 Meter: 14:46,71 Minuten (1997)
- 10.000 Meter: 31:15,38 Minuten (1993)
- Halbmarathon: 1:12:05 Stunden (2005)
- Marathon: 2:36:44 Stunden (2010)